# Metal for Muthas Tour
Metal for Muthas Tour - концертний тур 1980 року, хедлайнерами якого були Motörhead, Samson і Saxon. На підтримку нової хвилі британської хеві-метал-компіляції «Metal for Muthas», в турі брала участь велика кількість гуртів, які вважаються засновниками руху. Під час туру трьох хедлайнерів підтримали ще двадцять два гурти, в тому числі тоді ще невідомі Iron Maiden, які виступили на перших 11 концертах туру

## Учасники Концерту
- Air Angels
- Angel Witch
- Bad Manners
- Blitzfish
- Bombshell
- Desolation Angels
- Diamond Head
- Dogwatch
- Fist
- Iron Maiden
- Magnum
- The Monos
- More
- Motörhead
- Nutz
- Praying Mantis
- Quartz
- Raven
- Samson
- Saxon
- Sledgehammer
- Toad the Wet Sprocket
- Urchin
- Witchfynde
- Wounded John Scott Cree

## Дати проведення туру
| Дата              | Місце             | Країна    | Місце проведення               |
| ----------------- | ----------------- | --------- | ------------------------------ |
| 1 лютого 1980 р.  | Абердин           | Шотландія | Абердирський університет       |
| 2 лютого 1980 р.  | Глазло            | Шотландія | Університет Глазло             |
| 3 лютого 1980 р.  | Сент-Ендрюс       | Шотландія | Університет Сент-Ендрюса       |
| 4 лютого 1980 р.  | Единбург          | Шотландія | Tiffany's                      |
| 5 лютого 1980 р.  | Грімсбі           | Англія    | Центральний зал методистів     |
| 6 лютого 1980 р.  | Бристоль          | Англія    | Romeo & Juliet's               |
| 7 лютого 1980 р.  | Вейкфілд          | Англія    | Unity Hall                     |
| 8 лютого 1980 р.  | Гаддерсфілд       | Англія    | Університет Хаддерсфілда       |
| 9 лютого 1980 р.  | Манчестер         | Англія    | UMIST                          |
| 10 лютого 1980 р. | Лондон            | Англія    | Театр «Ліцей»                  |
| 11 лютого 1980 р. | Менсфілд          | Англія    | Громадський театр Ньюкасла     |
| 14 лютого 1980 р. | Суонсі            | Уельс     | Circles                        |
| 15 лютого 1980 р. | Гітчін            | Англія    | Коледж Північного Хартфордширу |
| 16 лютого 1980 р. | Вест Рантон       | Англія    | Павільйон «Західний Рантон     |
| 17 лютого 1980 р. | Редкар            | Англія    | Кубок Коатхема                 |
| 18 лютого 1980 р. | Беркегед          | Англія    | Клуб Гамільтона                |
| 19 лютого 1980 р. | Олдем             | Англія    | Civic Hall                     |
| 20 лютого 1980 р. | Блекберн          | Англія    | Зал короля Георга              |
| 21 лютого 1980 р. | Карлайн           | Англія    | Market Hall                    |
| 22 лютого 1980 р. | Ньюкасл-апон-Тайн | Англія    | Mayfair Ballroom               |
| 23 лютого 1980 р. | Лестер            | Англія    | Лестерський університет        |
| 24 лютого 1980 р. | Шеффілд           | Англія    | Top Rank                       |
| 25 лютого 1980 р. | Плімут            | Англія    | Fiesta                         |
| 26 лютого 1980 р. | Кардіфф           | Уельс     | Top Rank                       |
| 27 лютого 1980 р. | Портсмут          | Англія    | Портсмутський університет      |
| 28 лютого 1980 р. | Вулвергемптон     | Англія    | Wolverhampton Civic Hall       |
| 29 лютого 1980 р. | Хенлі             | Англія    | Victoria Hall                  |
| 1 березня 1980 р. | Ретфорд           | Англія    | The Porterhouse                |
| 2 березня 1980 р. | Бірмінгем         | Англія    | Top Rank                       |

### Джерело
- Bushell, Garry; Halfin, Ross (1985). Running Free, The Official Story of Iron Maiden (вид. 2nd). Zomba Books. ISBN 0-946391-84-X.
- Wall, Mick (2004). Iron Maiden: Run to the Hills, the Authorised Biography (вид. 3rd). Sanctuary Publishing. ISBN 1-86074-542-3.